# Phaniola russipes
Phaniola russipes är en tvåvingeart som beskrevs av Louis-Paul Mesnil 1978. Phaniola russipes ingår i släktet Phaniola och familjen parasitflugor.
Artens utbredningsområde är Madagaskar. Inga underarter finns listade i Catalogue of Life.